# Levi Lincoln junior

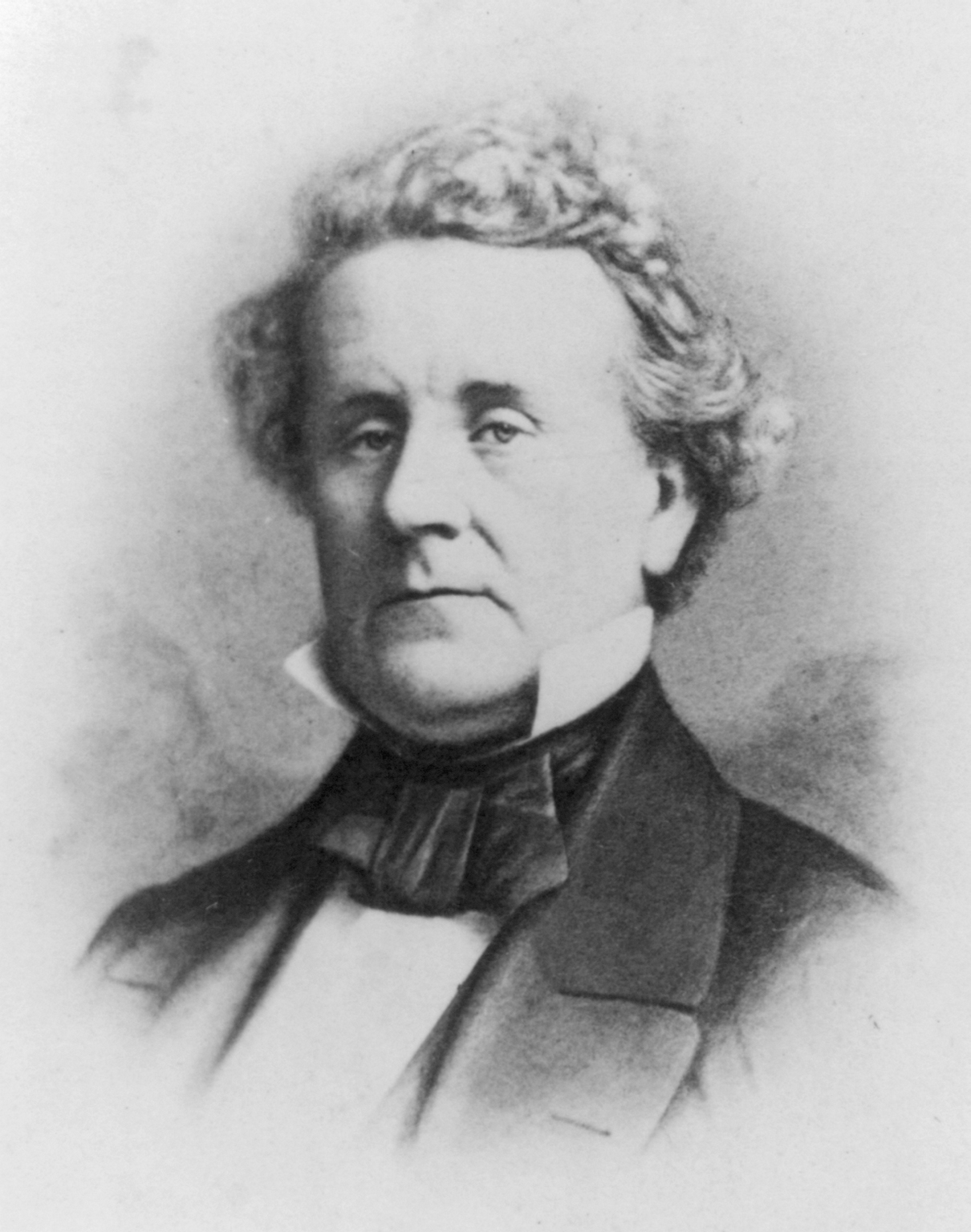
Levi Lincoln

Levi Lincoln junior (* 25. Oktober 1782 in Worcester, Massachusetts; † 29. Mai 1868 ebenda) war ein US-amerikanischer Politiker und von 1825 bis 1834 Gouverneur des Bundesstaates Massachusetts. Zwischen 1834 und 1841 vertrat er seinen Staat im US-Repräsentantenhaus.

## Frühe Jahre
Levi Lincoln war Mitglied einer bekannten Politikerfamilie. Sein Vater Levi war zwischen 1808 und 1809 Gouverneur von Massachusetts. Sein Bruder Enoch war von 1827 bis 1829 Gouverneur von Maine, ebenso sein Großneffe Frederick Robie zwischen 1883 und 1887. Außerdem war er weitläufig auch mit Präsident Abraham Lincoln verwandt. Der jüngere Levi Lincoln besuchte die Leicester Academy und dann bis 1802 die Harvard University. Nach einem anschließenden Jurastudium begann er 1805 in Worcester als Rechtsanwalt zu arbeiten.

## Politischer Aufstieg
Lincoln war zunächst Mitglied der Demokratisch-Republikanischen Partei. Zwischen 1812 und 1813 gehörte er dem Staatssenat an, von 1814 bis 1822 war er Abgeordneter im Repräsentantenhaus von Massachusetts. 1822 war er als Nachfolger von Luther Lawrence Präsident dieser Kammer und im Jahr 1820 Delegierter auf einer Konferenz zur Überarbeitung der Staatsverfassung. Von 1823 bis 1824 war Levi Lincoln Vizegouverneur von Massachusetts und dann für kurze Zeit Richter am Massachusetts Supreme Court. 1824 wurde er in die American Academy of Arts and Sciences gewählt.

## Gouverneur und Kongressabgeordneter
Am 4. April 1825 wurde Lincoln zum neuen Gouverneur seines Staates gewählt. Nachdem er in den folgenden acht Jahren jeweils wiedergewählt worden war, konnte er dieses Amt zwischen dem 26. Mai 1825 und dem 2. Januar 1834 ausüben. Nach der Auflösung seiner Partei wurde er Mitglied der neugegründeten Whig Party. Seine Amtszeit als Gouverneur verlief relativ ereignislos. Es gab lediglich einen Streit zwischen dem Staat Massachusetts und den privaten Betreibern eines Brückenbauwerks. Im Jahr 1833 verzichtete der Gouverneur auf eine weitere Kandidatur. Stattdessen wurde er als Kandidat der Whig Party in den Kongress gewählt. Dort vertrat er zwischen dem 17. Februar 1834 und dem 16. März 1841 die Interessen seines Staates. Im Kongress war er Vorsitzender des Ausschusses zur Verwaltung der öffentlichen Liegenschaften.

## Weiterer Lebenslauf
Nachdem er sein Mandat im Repräsentantenhaus niedergelegt hatte, wurde er Leiter der Zollbehörde in Boston. Zwischen 1844 und 1845 war er noch einmal Mitglied im Staatssenat; 1845 war er dessen Präsident. Im Jahr 1848 wurde Levi Lincoln Bürgermeister der Stadt Worcester. Nachdem sich auch die Whig Party in den 1850er Jahren aufgelöst hatte, wurde Lincoln Mitglied der neuen Republikanischen Partei. In den Jahren 1860 und 1864 unterstützte er die jeweiligen Präsidentschaftswahlkämpfe von Abraham Lincoln. 1864 wählte er den Präsidenten als Wahlmann mit. Levi Lincoln starb im Mai 1868. Mit seiner Frau Penelope Winslow Sever hatte er acht Kinder.